# كريستيان كاسترو
كريستيان سايس كاسترو (بالإسبانية: Cristian Sáez Castro)‏ ولد في 8 كانون الأول 1974، في مدينة مكسيكو، المكسيك، وهو مغني بوب حاز على جائزة غرامي.

## الحياة الشخصية
كريستيان كاسترو، وهو ابن الممثلة والمغنية الشهيرة فيرونيكا كاسترو، والكوميدي مانويل فالديس، وله أخا آخر أصغر منه يدعى ميشيل سايس كاسترو، خاله خويسه ألبيرتو وعمته بياتريس كاسترو وكلاهما منتجان للأغاني، وعندما كان صغيرا مثل لأول مرة معها خلال التيلينوفيلا باسم ديريشو دي ناسير.
اعتنق كريستيان كاسترو اليهودية 

## الألبومات
من أشهر ألبوماته:
1. Kristian y sus Pollitas
2. Agua Nueva
3. Un Segundo en el Tiempo
4. El Camino del Alma
5. El Deseo de Oír Tu Voz
6. Lo Mejor de Mí
7. Mi Vida Sin Tu Amor
8. Azul
9. Amar Es
10. Hoy Quiero Soñar
11. Días Felices
12. El Indomable
13. El Culpable Soy Yo
14. Viva el Principe
15. Mi Amigo El Príncipe

## روابط خارجية
- كريستيان كاسترو على موقع IMDb (الإنجليزية)
- كريستيان كاسترو على موقع ميوزك برينز (الإنجليزية)
- كريستيان كاسترو على موقع أول ميوزيك (الإنجليزية)
- كريستيان كاسترو على موقع ديسكوغز (الإنجليزية)
- كريستيان كاسترو على موقع قاعدة بيانات الفيلم (الإنجليزية)
- كريستيان كاسترو على موقع كينوبويسك (الروسية)